# Slaapkamergeluk
Slaapkamergeluk (Soleirolia soleirolii; basioniem: Helxine soleirolii) is een plantensoort uit de brandnetelfamilie (Urticaceae).

## Determinatie
Slaapkamergeluk is een vaste, kruidachtige plant. Ze bereikt een hoogte van 2–5 cm en vormt matten. De draaddunne, glazig-doorzichtige stengels kunnen tot 50 cm lang worden en wortelen op de knopen. De 5–7 mm grote bladeren zijn hartvormig, niervormig of rond. Slaapkamergeluk bloeit in juli en augustus met witroze, okselstandige bloemen. De vrucht is een nootje.

## Ecologie
Slaapkamergeluk komt voor op eutrofe, beschaduwde tot halfbeschaduwde standplaatsen. De soort komt veel voor in stedelijke gebieden, waar ze hoofdzakelijk tussen plaveisel groeit.

### Syntaxonomie
Slaapkamergeluk wordt vooral aangetroffen in de typische subassociatie van de associatie van vetmuur en zilvermos.

## Verspreiding
Het natuurlijke verspreidingsgebied van slaapkamergeluk is erg klein; het omvat de Balearen, Corsica, Sardinië en het vaste land van West-Italië. In Nederland is de soort verwilderd en ingeburgerd. De soort staat als nieuwe plant in Nederland in de wachtkamer. 

## Cultivatie
Slaapkamergeluk is in cultuur als sierplant; ze wordt gebruikt als kamerplant en als tuinplant. In tuinen kan ze worden toegepast als bodembedekker.

### Cultivars
Van slaapkamergeluk zijn verscheidene cultivars ontwikkeld, waaronder:
- Soleirolia soleirolii 'Argentea' (met zilverkleurige bladeren)
- Soleirolia soleirolii 'Aurea' (met goudgroenkleurige bladeren)